# Albert III van Gorizia
Albert III van Gorizia (overleden in 1365) was van 1338 tot aan zijn dood graaf van Gorizia. Hij behoorde tot het huis Gorizia.

## Levensloop
Albert III was de zoon van graaf Albert II van Gorizia en diens eerste echtgenote Elisabeth, dochter van landgraaf Hendrik I van Hessen. Van 1329 tot 1338 was hij in naam van zijn minderjarige neef Jan Hendrik IV gouverneur van Gorizia, Friuli en Istrië.
Na de vroege dood van Jan Hendrik IV in 1338 erfde Albert III het graafschap Gorizia. Hij regeerde samen met zijn jongere halfbroers Hendrik V en Meinhard VI. In 1339 werd Albert eveneens paltsgraaf van Karinthië. Vanaf 1342 bestuurde hij enkel nog het markgraafschap Istrië, de Windische Mark en Wit Krain.
Eerst huwde Albert III met ene Helena, een edelvrouw van onbekende afkomst. Na haar dood hertrouwde hij in 1353 met Catharina, een dochter van graaf Frederik I van Celje. Beide huwelijken bleven kinderloos.
Kort voor zijn dood in 1365 verkocht Albert III Istrië en Wit Krain aan hertog Rudolf IV van Oostenrijk. Na zijn dood werden de rest van zijn bezittingen in Gorizia geërfd door zijn overlevende halfbroer Meinhard VI.  